# Îles Maria

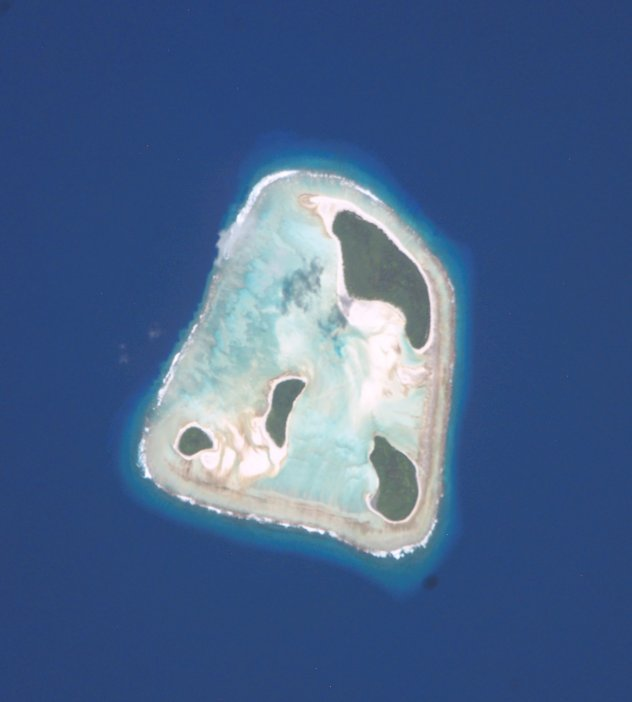
Îles Maria

Îles Maria - Mariaöarna (franska Îllots Maria, tidigare Hullöarna) är en ögrupp i Franska Polynesien i Stilla havet.

## Geografi
Mariaöarna ligger i ögruppen Australöarna och ligger ca 650 km sydväst om Tahiti.
Öarna, egentligen atollen, har en area om ca 1,3 km² och är obebodda, förvaltningsmässigt tillhör de Rimatara ca 200 km sydöst om atollen.
Högsta höjden är endast någon m ö.h. och området omges av ett rev med sammanlagd 4 motus (småöar) i lagunen innanför.

## Historia
Îles Maria har troligen alltid varit obebodda. Atollen upptäcktes av brittiske Hiram Paulding 1827.
1903 införlivades atollen tillsammans med övriga öar inom Franska Polynesien i det nyskapade Établissements Français de l'Océanie (Franska Oceanien).
Under en period användes Îles Maria som straffkoloni.